# Парламент Словении

Штандарт председателя Парламента Словении

Парламент Словении — неофициальное обозначение общего законодательного органа словенской нации.
Согласно конституции, единственным представительным органом словенской нации является Государственное собрание (словен. Državni zbor). В то же время, существует орган под названием Государственный совет (словен. Državni svet), чья конституционная задача состоит в представительстве конкретных социальных групп. Мнения экспертов и общественности о том, является ли словенский парламент однопалатным или двухпалатным, расходятся.